# گارسیای دوم
گارسیا دوم (به اسپانیایی: García II) پادشاه گالیسیا در دو دوره بین سال‌های ۱۰۶۵ تا ۱۰۷۱ میلادی و ۱۰۷۲ تا ۱۰۷۳ میلادی بود. گارسیا پسر سوم فرناندوی یکم، پادشاه لئون بود که پس از مرگ پدرش، پادشاهی گالیسیا را از او به ارث برد. او در نهایت در سال ۱۰۹۰ میلادی در اسارت آلفونسو، برادرش پادشاه کاستیا در قلعه لونا درگذشت.

## نسب
فرناندو یکم، پادشاه لئون پدر او، سانچا او، سانچو سوم، پادشاه پامپلونا پدربزرگ پدری او و آلفونسو پنجم، پادشاه لئون پدربزرگ مادری او بودند. همچنین سانچوی دوم، پادشاه کاستیا و آلفونسو ششم، پادشاه لئون برادران او بودند.

## زندگی‌نامه
پس از مرگ فرناندو یکم، پادشاه لئون بر مبنای قانون جانشینی سرزمین‌های تحت سطله او بین سه پسرش تقسیم شد. پادشاهی گالیسیا در شمال غربی شبه‌جزیره ایبری بنا بر میل خود او به گارسیای ۲۴ ساله تعلق پیدا نمود و پادشاهی‌های لئون و کاستیا به براداران دیگر رسید. اراضی پادشاهی گالیسیا شامل بخش‌هایی از شمال سرزمین پرتغال تا رودخانه موندگو از جمله شهر با اهمیت کویمبرا که به تازگی از مسلمانان پس گرفته شده بود، نیز می‌شد. حکمرانان مسلمان طائفه‌های بطلیوس (باداخوس) و اشبیلیه (سویل) خراج گذار گالیسیا بودند. از همین رو و با توجه به عدم تثبیت کامل حاکمیت مسیحیان بر این نواحی، گفته می‌شود دردسرسازترین ارثیه پدر به گارسیا رسیده بود.
ماه فوریه سال ۱۰۷۱ میلادی گارسیا موفق شد در نبرد پدروسو در نزدیکی شهر براگا، نونو مندز، کنت پرتغال را که به دنبال استقلال از یک سال پیش بر او شوریده بود، شکست داده و به قتل برساند. با مرگ مندز اموالش مصادره گشته و پرتغال به شکست مستقیم به سلطه گارسیا درآمد تا او به عنوان نخستین فرد در تاریخ خود را پادشاه پرتغال بنامد.
سه برادر از همان ابتدا مدعی اراضی یک دیگر بودند و به پادشاهی یکدیگر چشم داشتند. در اوان وضعیت ناپایدار گالیسیا، آلفونسو، پادشاه لئون و برادر گارسیا اواسط سال ۱۰۷۱ میلادی از فرصت استفاده کرده به اراضی گارسیا یورش برد. در همین شرایط، سانچو به نوبه خود فرصت را غنیمت شمرده سرزمین‌های پادشاهی لئون را مورد حمله قرار داد. سانچو در ابتدا سال ۱۰۷۲ میلادی آلفونسو را شکست داده و مجبور به جلای وطن کرد و سپس به جنگ گارسیا رفته و با وارد آوردن شکست در پرتغال، او را مدتی به اسارت گرفت. بدین ترتیب سانچو تمامی فرمانروایی پدر را مجدداً متحد نمود.
گارسیا که مدتی بعد با خوردن سوگند وفاداری رها شده و به سویل در دبار محمد بن عباد المعتمد تبعید گشته بود، به سرعت قصد بازگشت کرد. سانچو درحالیکه سعی می‌کرد شورشی که خواهرش اوراکا به پا کرده بود، را سرکوب کند، در سامورا ترور شد. آلفونسو و گارسیا هر دو تاج و تخت خود را به سبب شکست از برادرشان از دست داده بودند. آلفونسو در دستیابی به این حکمرانی اراضی متحد کامیاب شد. مشخص نیست که در این میان آیا گارسیا وعده باز پس گرفتن پادشاهی سابق خود را دریافت کرده بود یا لااقل امنیتش تضمین گشته بود اما درحالیکه در فوریه سال ۱۰۷۳ میلادی توسط آلفونسو به یک گردهمایی دعوت شده بود، توسط او به بند کشیده شد.
گارسیا تا هنگام مرگش در بیست و دوم ماه مارس سال ۱۰۹۰ میلادی در قلعه لونا در لئون زندانی باقی ماند. با توجه به مصادف شدن مرگ گارسیا و برگزاری شورای لئون، بسیاری افراد سرشناس از جمله نماینده پاپ که خود بعدها با عنوان پاسکال دوم به مقام پاپی رسید، در مراسم تدفین او در پانتئون شاهان لئون در کلیسای سان ایسیدورو در کنار والدینش در شهر لئون شرکت کردند. بنابر وصیت گارسیا او را همانند سال‌های پایانی عمرش در زنجیر به خاک سپردند.
اسارت خدعه آمیز و بلند مدت گارسیا و مراسم تدفین شکوهمند او باعث سرودن شعرهای حماسی در مدحش در قرن دوازدهم گشت.
برخی تاریخ نگاران معتقدند گارسیا از خود یک پسر به نام فرناندو بر جای گذاشت اما عده ای دیگر او را صاحب هیچ فرزندی نمی‌دانند.

### کتاب‌ها

#### اسپانیایی
- Arco y Garay, Ricardo del (1954). Sepulcros de la Casa Real de Castilla (به اسپانیایی). Madrid: Instituto Jerónimo Zurita. Consejo Superior de Investigaciones Científicas. OCLC 11366237.
- Martínez Díez, Gonzalo (2003). Alfonso VI: Señor del Cid, conquistador de Toledo (به اسپانیایی). Madrid: Temas de Hoy, S.A. ISBN 84-8460-251-6.
- Portela Silva, Ermelindo (2001). Reyes privativos de Galicia: García I de Galicia, el rey y el reino (1065-1090) (به اسپانیایی). Burgos: La Olmeda, S.L. ISBN 84-89915-16-4.
- Sánchez Candeira, Alfonso (1999).  Rosa Montero Tejada (ed.). Castilla y León en el siglo X, estudio del reinado de Fernando I (به اسپانیایی). Madrid: Real Academia de la Historia. ISBN 978-84-8951241-2.